# Kardo Bestilo
Kardo Bestilo (Luanda, Angola, 1976) es un escritor angoleño. Estudió ingeniería electrónica y gestión en la Universidad de Middlesex, de Londres. Es miembro fundador y ejecutivo de LEV'ARTE, un movimiento artístico angoleño, que brinda sus diversas audiencias en diferentes lugares con poesía al sonido de guitarra, pretendiendo el incentivo a la escritura y lectura. Realiza encuentros sobre la metodología de la escritura y como hablar en público, para alumnos universitarios en la cátedra de Metodología de Investigación Científica.
EN 2006 editó ControVerso, con 131 Poemas en total, con 11 poemas de miembros de los movimientos de Poesía en vivo.

## Obras
- ControVerso (2006, ed. Europress)
- Palavras  (2010, ed. Europress)
- Minhas Outras Vidas (2017)[3]